# 普洛塔农村居民点
普洛塔农村居民点（俄语：Плотавское сельское поселение）是俄罗斯联邦别尔哥罗德州普洛霍罗夫卡区所属的一个农村居民点。其下辖有6个居民点，行政中心为普洛塔。据2016年统计，该农村居民点的人口为699人。